# Borås Lokaltrafik
Borås Lokaltrafik AB (BL) var ett av Sveriges största kommunägda bussföretag.
Dess huvudverksamhet var att bedriva kollektivtrafik på entreprenad. Företaget startade 1945 under namnet Stadsbussar i Borås AB. BL utförde mellan 1945 och 2017 all linjetrafik inom Borås tätort på uppdrag av beställaren Borås stad och Västtrafik.
Borås Lokaltrafik hade cirka 60 fordon.
Bolaget körde till och med 1 april 2017 stadsbussarna i Borås på uppdrag av beställaren Borås stad och Västtrafik. Morgonen den 2 april 2017 tog Nobina över trafiken.

## Nuvarande Linjenät
| Linje | Sträckning                               |
| ----- | ---------------------------------------- |
| 1     | Sjöbo - Centrum - Hässleholmen           |
| 2     | Tullen - Resecentrum - Trandared         |
| 3     | Knalleland - Resecentrum - Svensgärde    |
| 5     | Brämhult - Resecentrum - Sjömarken       |
| 6     | Borås Sjukhus - Resecentrum - Regementet |
| 7     | Hedvigsborg - Centrum - Norrmalm         |
| 8     | Hestra - Resecentrum - Hulta ängar       |
| 19    | Bosnäs - Resecentrum - Almenäs           |
| 20    | Viared Västra - Resecentrum              |
| 21    | Resecentrum - Viared Norra               |
| 31    | Resecentrum - Sjöbo - Tosseryd           |

## Linjehistorik

### Borås stadsbussar - Linjenät tom 1 april 2017
| Linje | Sträckning                                   |
| ----- | -------------------------------------------- |
| 1     | Sjöbo - Södra Torget - Hässleholmen          |
| 2     | Tullen - Södra Torget - Trandared            |
| 3     | Almenäs/Ishallen - Södra Torget - Svensgärde |
| 4     | Trandared - Hässleholmen - Sjukhuset         |
| 5     | Ängsgården - Södra Torget - Sjömarken        |
| 6     | Sörbo - Södra Torget - Regementet            |
| 7     | Hedvigsborg - Södra Torget - Norrmalm        |
| 8     | Hestra - Södra Torget - Hulta ängar          |
| 10    | Södra Torget - Boda - Trandared              |
| 11    | Sjöbo - Södra Torget - Brotorp               |
| 12    | Södra Torget - Norrby - Glimmerplan          |
| 13    | Södra Torget - Norrmalm - Södra torget       |
| 14    | Södra Torget - Östermalm - Björkängen        |
| 15    | Södra Torget - Dammsvedjan - Hedvigsborg     |
| 16    | Södra Torget - Druvefors - S:t Sigfrid       |
| 20    | Södra Torget - Resecentrum - Viared          |
| 21    | Resecentrum - Viared                         |
| 31    | Resecentrum - Långesten - Tosseryd           |
| 46    | Bosnäs - Södra Torget                        |

### Stadsbussar i Borås - Linjenät 2011
| Linje | Sträckning                                       |
| ----- | ------------------------------------------------ |
| 2     | Sjöbo (Norra Sjöbo) - Södra Torget - Dammsvedjan |
| 3     | Sjöbo (Långesten) - Södra Torget - Strömsdal     |
| 4     | Tullen - Södra Torget - Sörmarken                |
| 5     | Norrbygärde - Södra Torget - Brämhult            |
| 6     | Göta - Södra Torget - Norrmalm                   |
| 7     | Södra Torget - Ryda (- Almenäs)                  |
| 9     | Tullen - Södra Torget - Solhem                   |
| 10    | Södra Torget - Sjömarken                         |
| 11    | Hässleholmen - Hulta - Södra Torget - Norrmalm   |
| 12    | Södra Torget - Granbäcken                        |
| 13    | Dammsvedjan - Södra Torget - Tullen              |
| 15    | Ekås - Södra Torget - Bergdalen                  |
| 16    | Borås central - Sjöbo (Barnhemsgatan)            |
| 17    | Södra Torget - Getängsvägen                      |
| 25    | Södra Torget - Brämhults kyrka                   |
| 26    | Södra Torget - Hyberg                            |
| 30    | Södra Torget - Holmen                            |
| 31    | Södra Torget - Bosnäs                            |
| S2    | Södra Torget - Sjöbo (Snabbuss)                  |

### Borås Lokaltrafik - Linjenät från 1 september 1976 till 31 maj 1977
| Linje | Sträckning                                           |
| ----- | ---------------------------------------------------- |
| 2     | Sjöbo (Norra Sjöbo) - Södra Torget - Hedvigsborg     |
| 3     | Sjöbo (Långesten) - Södra Torget - Strömsdal         |
| 4     | Tullen - Södra Torget - Sörmarken                    |
| 5     | Centralplan - Södra Torget - Brämhult                |
| 6     | Furuberg - Södra Torget - Norrmalm                   |
| 7     | Södra Torget - Almenäs                               |
| 9     | Sjömarken - Södra Torget - Brämhult                  |
| 11    | Hulta - Södra Torget - Norrmalm                      |
| 12    | Södra Torget - Granbäcken                            |
| 14    | Solhem - Södra Torget - Ramnalid                     |
| 15    | Ekås - Södra Torget - Bergdalen                      |
| 16    | Borås central - Getängsvägen - Sjöbo (Barnhemsgatan) |
| 17    | Södra Torget - Getängsvägen                          |
| 26    | Södra Torget - Hyberg                                |
| 30    | Södra Torget - Holmen                                |
| 31    | Södra Torget - Bosnäs                                |
| S2    | Södra Torget - Sjöbo (Snabbuss)                      |
| S4    | Södra Torget - Hulta - Trandared (Snabbuss)          |

### Stadsbussar i Borås - Linjenät från 1 september 1974 till 31 maj 1975
| Linje | Sträckning                                       |
| ----- | ------------------------------------------------ |
| 2     | Sjöbo (Norra Sjöbo) - Södra Torget - Hedvigsborg |
| 3     | Sjöbo (Långesten) - Södra Torget - Strömsdal     |
| 4     | Tullen - Södra Torget - Sörmarken                |
| 5     | Norrbygärde - Södra Torget - Brämhult            |
| 6     | Kyrkogården - Södra Torget - Norrmalm            |
| 7     | Södra Torget - Ryda (- Almenäs)                  |
| 9     | Sjömarken - Södra Torget - Brämhult              |
| 11    | Hulta - Södra Torget - Norrmalm                  |
| 12    | Södra Torget - Granbäcken                        |
| 14    | Solhem - Södra Torget - Ramnalid                 |
| 15    | Ekås - Södra Torget - Bergdalen                  |
| 16    | Borås central - Sjöbo (Barnhemsgatan)            |
| 17    | Södra Torget - Getängsvägen                      |
| 26    | Södra Torget - Hyberg                            |
| 30    | Södra Torget - Holmen                            |
| 31    | Södra Torget - Bosnäs                            |
| S2    | Södra Torget - Sjöbo (Snabbuss)                  |